# Drugstore Cowboy
Drugstore Cowboy é um filme estadunidense de 1989, do gênero drama, dirigido por Gus Van Sant. O roteiro é baseado em romance autobiográfico de James Fogle, um ex-usuário e traficante de drogas, e que só foi publicado em 1990. Fogle cumpriu pena em presídio de segurança máxima até 2001. O filme conta com uma participação do escritor e ícone beatnik William S. Burroughs.

## Sinopse
Um viciado, sua mulher e um outro casal sobrevivem assaltando farmácias para sustentar o vício e também para conseguir dinheiro.Matt Dillon protagoniza o filme

## Elenco
- Matt Dillon ... Bob
- Kelly Lynch... Dianne
- James LeGros... Rick
- Heather Graham... Nadine
- William S. Burroughs   ...    Father Tom Murphy
- Eric Hull... Druggist
- Max Perlich... David
- James Remar... Gentry
- John Kelly... Cop
- Grace Zabriskie... Bob's Mother
- George Catalano... Trousinski
- Janet Baumhover... Neighbor Lady
- Ted D'Arms... Neighbor Man
- Neal Thomas... Halamer
- Stephen Rutledge... Motel Manager
- Beah Richards... Drug Counselor

## Principais prêmios e indicações
Festival de Berlim 1990 (Alemanha)
- Recebeu o Prêmio C.I.C.A.E.

Independent Spirit Awards 1990 (EUA)
- Venceu nas categorias de melhor roteiro (Gus Van Sant e Daniel Yost), melhor fotografia (Robert D. Yeoman), melhor ator principal (Matt Dillon) e melhor ator coadjuvante (Max Perlich).
- Indicado nas categorias de melhor filme, melhor diretor, melhor atriz principal (Kelly Lynch) e melhor atriz coadjuvante (Heather Graham).

Prêmio NYFCC 1989 (EUA)
- Venceu na categoria de melhor roteiro.